# توماس بورن
توماس بورن (انگلیسی: Thomas Burn؛ ۲۹ نوامبر ۱۸۸۸ – ۱۹۶۹) یک بازیکن فوتبال اهل بریتانیا بود.